# Eduard Loibner
Eduard Loibner (* 26. April 1888 in Linz, Österreich-Ungarn; † 21. August 1963 in Wien) war ein österreichischer Schauspieler bei Bühne und Film.

## Leben und Wirken

### Am Theater
Loibner begann seine Laufbahn als Teenager in der k.u.k.-Provinz. Mit 19 Jahren war er in Gablonz als Inspizient und Kleindarsteller engagiert, am Vorabend des Ersten Weltkriegs stieg er bereits zum Schauspieler und Regisseur am Provinztheater von Bielitz bei Krakau (heute Polen) auf. Weitere Provinzstationen des Niederösterreichers waren St. Pölten, Klagenfurt und Linz. Nach dem Krieg sah man Loibner durchgehend an Bühnen großer Städte: Zu Beginn der 1920er Jahre wirkte er beispielsweise am Deutschen Landestheater in Prag und kam noch im selben Jahrzehnt nach Wien, um unter der Leitung von Rudolf Beer bis weit in die 1930er Jahre hinein an dessen Deutschen Volkstheater zu wirken.
Am Vorabend des Zweiten Weltkriegs kam Eduard Loibner einer Verpflichtung am Stadttheater Teplitz-Schönau nach. Die Kriegsjahre verbrachte Loibner unter der Intendanz von Willem Holsboer am Münchner Volkstheater. Loibner stand 1944 in der Gottbegnadeten-Liste des Reichsministeriums für Volksaufklärung und Propaganda.
1945 kehrte er nach Wien zurück. Dort sah man ihn die folgenden fünf Jahre am Neuen Theater in der Scala. 1952/63 führte ihn eine Verpflichtung an das Tiroler Landestheater, 1957 eine weitere an das Stadttheater Ingolstadt. Zum Ende der 1950er Jahre sah man Eduard Loibner an der Komödie Basel.

### Beim Film
Auf der Leinwand seit den frühen Tonfilmjahren präsent, deckte Eduard Loibner die gesamte Palette der Chargenrollen ab: Er war ein Manager in Tanzmusik, ein Herbergswirt in Lumpacivagabundus, ein Bootsmaat in Liebling der Matrosen, ein Dorfschmied in Konzert in Tirol, ein Wildhüter in Spiegel des Lebens, ein Leibkutscher in Prinzessin Sissy, ein Polizist in Singende Engel und ein Hausmeister in dem Heinz-Rühmann-Film Ein Mann geht durch die Wand, seiner letzten Kinoproduktion.

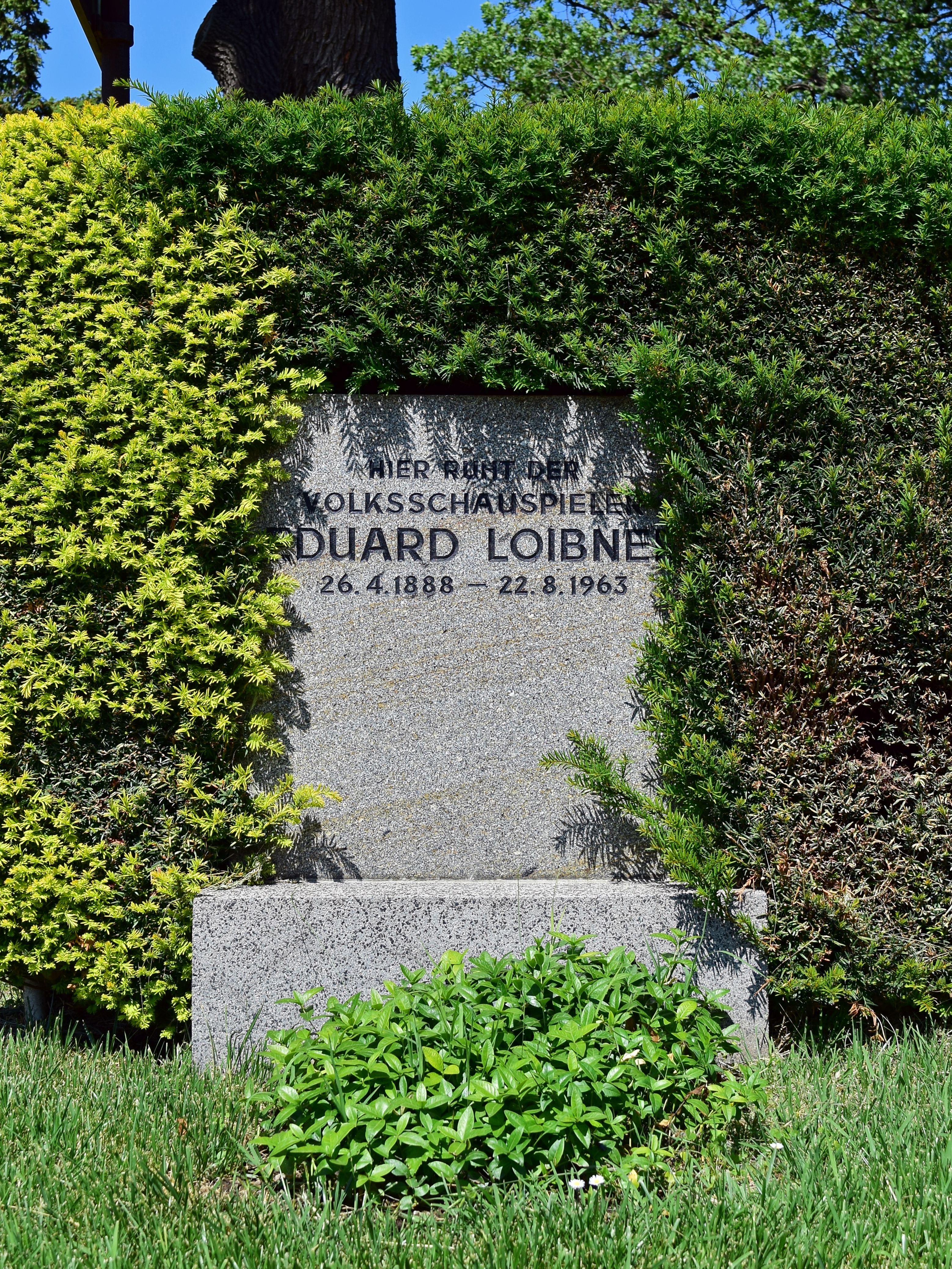
Eduard Loibner Grabstätte

Eduard Loibner ist im Urnenhain der Feuerhalle Simmering (Abteilung 1, Gruppe 3, Ring 1, Grab 2) in Wien bestattet. Sein Grab zählt zu den ehrenhalber gewidmeten bzw. ehrenhalber in Obhut genommenen Grabstellen der Stadt Wien.

## Filmografie (Auswahl)
- 1933: Leise flehen meine Lieder
- 1934: G’schichten aus dem Wienerwald
- 1935: Tanzmusik
- 1935: Die ganze Welt dreht sich um Liebe
- 1935: Im weißen Rößl
- 1936: Der Weg des Herzens (Prater)
- 1936: Lumpacivagabundus
- 1937: Premiere
- 1937: Liebling der Matrosen
- 1938: Konzert in Tirol
- 1938: Spiegel des Lebens
- 1939: Prinzessin Sissy
- 1939: Castelli in aria
- 1941: So gefällst Du mir
- 1943: Der unendliche Weg
- 1947: Singende Engel
- 1947: Der Hofrat Geiger
- 1948: Maresi
- 1951: Die Vier im Jeep
- 1951: Schwindel im Dreivierteltakt
- 1956: Fuhrmann Henschel
- 1959: Ein Mann geht durch die Wand
- 1963: Die Reise um die Erde